# Рытвяны (гмина)
Рытвяны (пол. Rytwiany) — сельская гмина (волость) в Польше, входит как административная единица в Сташувский повет, Свентокшиское воеводство. Население — 6377 человек (на 2004 год).

## Демография
| Перепись                       | Всего   | Всего | Женщины | Женщины | Мужчины | Мужчины |
| ------------------------------ | ------- | ----- | ------- | ------- | ------- | ------- |
| Единицы                        | человек | %     | человек | %       | человек | %       |
| Население                      | 6377    | 100   | 3197    | 50,1    | 3180    | 49,9    |
| Плотность населения (чел./км²) | 50,5    | 50,5  | 25,3    | 25,3    | 25,2    | 25,2    |

## Соседние гмины
1. Гмина Лубнице
2. Гмина Олесница
3. Гмина Осек
4. Гмина Поланец
5. Гмина Сташув
6. Гмина Тучемпы